# Кевін Варга
Кевін Варга (угор. Kevin Varga, нар. 30 березня 1996, Карцаг) — угорський футболіст, вінгер і півзахисник клубу «Дебрецен» та національної збірної Угорщини.
Виступав, зокрема, за клуби «Бальмазуйварош», «Касимпаша» та «Хатайспор», а також молодіжну збірну Угорщини.

## Клубна кар'єра
Народився 30 березня 1996 року в місті Карцаг. Вихованець юнацьких команд футбольних клубів «Карцаг», МТК (Будапешт) та «Дебрецен».
У дорослому футболі дебютував 2014 року виступами за команду «Дебрецен», в якій провів один сезон, після чого з 2015 по 2017 рік грав у складі команд «Бальмазуйварош» та «Циганд» на правах оренди.
До складу «Дебрецена» повернувся 2017 року. Відіграв за клуб з Дебрецена ще три сезони своєї ігрової кар'єри. Більшість часу, проведеного у складі «Дебрецена», був основним гравцем команди.
До складу клубу «Касимпаша» приєднався 2020 року. Станом на лютий 2022 року відіграв за стамбульську команду 51 матч у національному чемпіонаті.
9 лютого 2022 року на правах оренди перейшов до швейцарського клубу «Янг Бойз».

## Виступи за збірні
Протягом 2018 року залучався до складу молодіжної збірної Угорщини. На молодіжному рівні зіграв у чотирьох офіційних матчах.
2018 року дебютував в офіційних матчах у складі національної збірної Угорщини.
У складі збірної був учасником чемпіонату Європи 2020 року у різних країнах.
| Дата       | Місто            | Господарі  | Результат | Гості      | Турнір                               | Голи | Примітки |
| ---------- | ---------------- | ---------- | --------- | ---------- | ------------------------------------ | ---- | -------- |
| 9-6-2018   | Будапешт         | Угорщина   | 1 – 2     | Австралія  | товариський матч                     | -    | 84'      |
| 14-10-2020 | Москва           | Росія      | 0 – 0     | Угорщина   | Ліга націй УЄФА 2020-2021 - 1-й етап | -    | 61'      |
| 18-11-2020 | Будапешт         | Угорщина   | 2 – 0     | Туреччина  | Ліга націй УЄФА 2020-2021 - 1-й етап | 1    | 46'      |
| 25-3-2021  | Будапешт         | Угорщина   | 3 – 3     | Польща     | Відбір до ЧС 2022                    | -    | 73'      |
| 28-3-2021  | Серравалле       | Сан-Марино | 0 – 3     | Угорщина   | Відбір до ЧС 2022                    | -    | 72'      |
| 31-3-2021  | Андорра-ла-Велья | Андорра    | 1 – 4     | Угорщина   | Відбір до ЧС 2022                    | -    | 83'      |
| 4-6-2021   | Будапешт         | Угорщина   | 1 – 0     | Кіпр       | товариський матч                     | -    |          |
| 8-6-2021   | Будапешт         | Угорщина   | 0 – 0     | Ірландія   | товариський матч                     | -    | 46'      |
| 15-6-2021  | Будапешт         | Угорщина   | 0 – 3     | Португалія | ЧЄ 2020 - 1-й етап                   | -    | 88'      |
| 23-6-2021  | Мюнхен           | Німеччина  | 2 – 2     | Угорщина   | ЧЄ 2020 - 1-й етап                   | -    | 82'      |
| 2-9-2021   | Будапешт         | Угорщина   | 0 – 4     | Англія     | Відбір до ЧС 2022                    | -    | 70'      |
| 12-11-2021 | Будапешт         | Угорщина   | 4 – 0     | Сан-Марино | Відбір до ЧС 2022                    | -    | 57'      |
| 15-11-2021 | Варшава          | Польща     | 1 – 2     | Угорщина   | Відбір до ЧС 2022                    | -    | 58'      |
| Усього     |                  | Матчів     | 13        |            | Голів                                | 1    |          |